# Теодор Гроппе
Теодор Гроппе (нім. Theodor Groppe; 16 серпня 1882, Трір — 28 квітня 1973, Трір) — німецький воєначальник, генерал-лейтенант вермахту. Кавалер ордена Pour le Mérite. Був відомий під прізвиськом «Чорний генерал» (нім. Schwarze General).

## Біографія
Син офіцера Едуарда Гроппе, який потім став видавцем і продавцем книг. Гроппе завжди був вірним римо-католиком. В 1900 році вступив у 2-й лотаринзький піхотний полк № 131, був єдиним римо-католиком в полку. Закінчив з відзнакою Анкламське військове училище і Прусську академію наук. Учасник Першої світової війни, бригадний і дивізійний ад'ютант. В 1918 році очолив батальйон.
У 1919 році Гроппе завадив французькому крейсеру здійснити посадку в порту Піллау і забезпечити підтримку спартакістів на березі в Кенігсберзі. Цей опір одній з держав-переможниць викликав обурення в пресі. Міністр рейхсверу Густав Носке заявив у рейхстазі, що Гроппе не можна звинувачувати. Служив офіцером Генштабу в рейхсвері. З 1928 року командував 1-м батальйоном 18-го піхотного полку в Падерборні. В 1930-33 роках командував укріпленнями в Лецені.
Відразу після приходу нацистів до влади Гроппе був звільнений новим міністром рейхсверу Вернером фон Бломбергом, раніше його безпосереднім начальником, на тій підставі, що він «виявився непридатним для армії майбутньої націонал-соціалістичної держави через свій світогляд». Проте всього через 2 місяці Гроппе повернувся в рейхсвер як цивільний працівник, оскільки нацистський уряд потребував досвідчених офіцерів у своїй політиці озброєння вермахту. Спочатку працював у прикордонній службі в Оппельні, а з жовтня 1933 року — у Гляйвіці. Тут він також активно протистояв нападкам нацистів на Римо-католицьку церкву та самому нацистського режиму: наприклад, він переїхав у будинок, в якому мешкали євреї, і завжди відвідував богослужіння у формі. Тоді з церковних кіл його попередили, що нацисти планують замах на нього.
У 1935 році Гроппе був призначений офіцером служби комплектування і переведений в Кеслін. Коли там помітили його здібності, то відновили на активній службі і перевели в Ганау, де позиція НСДАП була особливо сильною, на посаду командира ландверу. Тут він також не відмовився від своєї римо-католицької позиції та зневаги до режиму, наприклад, відмовившись використовувати нацистське вітання. За ним слідкувало гестапо. На 1 жовтня 1939 року було заплановане остаточне звільнення Гроппе, проте через початок Другої світової війни воно не відбулось.
З 26 серпня 1939 року — командир 214-ї піхотної дивізії, яка перебувала між Мерцігом та Діллінгеном на лінії Зігфріда. Там місцевий окружний керівник НСДАП наказав організувати «стихійні мітинги» проти євреїв за місто в районі фронту. Після цього Гроппе видав дивізійний наказ про те, що заворушення проти єврейського населення, за необхідності, повинні бути зупиненій силою зброї. Про це повідомили головнокомандувачу 1-ї армії генерал-полковнику Ервіну фон Віцлебену. Майбутній генерал-фельдмаршал не лише схвалив заходи Гроппе, але й наказав усьому армійському сектору всіма способами запобігати діям, спрямованим проти євреїв. Окрім цього, Гроппе захищав священиків і подбав, щоб у його дивізії проводились регулярні богослужіння, а також виступив проти наказу Генріха Гіммлера від 28 жовтня 1939 року для членів СС і поліції заводити якомога більше дітей, навіть позашлюбних. Генерал-полковники Ервін фон Віцлебен і Вільгельм Ріттер фон Лееб, які завжди захищали Гроппе, погрожували подати у відставку, якщо його будуть судити. Також за нього заступився голова військової юстиції Карл Зак. 21 січня 1940 року відправлений в резерв фюрера. 31 грудня 1941 року звільнений у відставку через «політично ненадійність». з травня 1942 року його позбавили звання і заборонили носити форму. Працював в службі ППО фірми Heraeus і на будівництві траншей.
Після Липневої змови 10 серпня 1944 року Гроппе заарештували за особистим наказом Гіммлера і після кількох допитів в січні 1945 року переведений у фортецю Кюстрін, яка була військовою в'язницею вермахту. На 26 серпня 1945 року була запланована страта Гроппе, проте за допомогою фортечного священика він разом з групою в'язнів зміг втекти і сховатися в районі Боденського озера, де їх згодом звільнили французькі війська.
Після війни виступав свідком на американських процесах над німецькими генералами і офіцерами Генштабу. 17 січня 1952 року повністю реабілітований владою ФРН і відновлений у званні. В 1955 році повернувся в рідний Трір, де прожив решту життя.

## Сім'я
Теодор Гроппе був одружений з Анною Аделіною Ірмою, уродженою Шварц, з якою познайомився в 1919 році в Кенігсберзі. В пари народились 4 дітей.

## Звання
- Фенріх (18 жовтня 1900)
- Лейтенант (18 серпня 1901)
- Оберлейтенант (18 серпня 1910)
- Гауптман (8 жовтня 1914)
- Майор (1 квітня 1923)
- Оберстлейтенант (1 лютого 1929)
- Оберст (1 жовтня 1931)
- Генерал-майор запасу (31 січня 1933)
- Генерал-майор (1 жовтня 1937)
- Генерал-лейтенант (1 листопада 1939)

## Нагороди
- Залізний хрест 2-го і 1-го класу
- Орден «За заслуги» (Баварія) 4-го класу з мечами
- Орден Альберта (Саксонія), лицарський хрест 1-го класу з мечами
- Ганзейський Хрест (Гамбург)
- Королівський орден дому Гогенцоллернів, лицарський хрест з мечами
- Нагрудний знак «За поранення» в сріблі
- Pour le Mérite (6 листопада 1944)
- Хрест «За вислугу років» (Пруссія)
- Почесний хрест ветерана війни з мечами
- Медаль «За вислугу років у Вермахті» 4-го, 3-го, 2-го і 1-го класу (25 років)
- Застібка до Залізного хреста 2-го класу
- Орден святого Григорія Великого, командорський хрест (Ватикан; 1952) — нагороджений Папою Пієм XII з нагоди 70-річчя.

## Вшанування пам'яті
На честь Гроппе назвали приміщення в казармах Роммеля в Аугустдорфі і вулицю в Ганау.